# Cuenca argentina
La cuenca Argentina es una extensa depresión abisal, cuyo lecho submarino es, en gran medida, una llanura abisal del océano Atlántico Sur. Su parte más profunda, ubicada en sus márgenes oeste y sudoeste, se denomina planicie abisal argentina, en donde se halla su profundidad máxima registrada, que es de 6212 m bajo el nivel del mar; tal profundidad se ubica unos 800 km al este de las islas Malvinas.

## Descripción
La cuenca Argentina se encuentra al este de las costas de Argentina. Sus límites son:
- al oeste con la plataforma continental de América del Sur, sobre la cual se extiende el mar Argentino;
- al sur con la elevación de las Malvinas, que la separa de la cuenca de las Georgias y de la meseta de las Malvinas, y con la dorsal Antártica-Atlántica que la separa de la llanura abisal de Weddell de la cuenca Antártica-Atlántica;
- al norte con la elevación Río Grande, que la separa de la planicie abisal Pernambuco de la cuenca brasileña;
- al este con la cordillera abisal llamada dorsal mesoatlántica, que la separa de la cuenca del Cabo.

El borde sur de la Cuenca Argentina está formado por la dorsal de las Malvinas. La cuenca Argentina tiene una profundidad media de 5000 m y se caracteriza por las bajas temperaturas.
El punto más profundo es la Llanura Abisal Argentina en la base del escarpe o talud de Malvinas, que alcanza una profundidad de 6212 metros (20 381 pies).

Una corriente marina que domina la circulación es la de la corriente Circumpolar Antártica  en la capa abisal del Atlántico sudoccidental, tal corriente ingresa en la cuenca Argentina por su parte suroeste, luego se desvía hacia el norte a lo largo de la emersión continental, y pasa a la cuenca del Brasil a través del canal Vema (39°30'W) al oeste de la dorsal del Río Grande, allí, la corriente alcanza velocidades de 20-25 cm/s.
La extensión de la cuenca Argentina ronda los 1 800 000 km².

## Recursos económicos
Dada su enorme extensión, a priori resulta casi obvio que esta parte del planeta posee enormes recursos, por ejemplo en pesca en las aguas más superficiales, aunque también parecen ser muy considerables los recursos submarinos y subterráneos (es decir los recursos que al mismo tiempo que están bajo el nivel de las aguas también lo están bajo el nivel de la superficie terrestre sumergida bajo esas aguas), actualmente los recursos más notorios bajo la cuenca Argentina resultarían ser reservas de petróleo y, especialmente, del gas combustible llamado hidrato de metano.